# DAEMON Tools
DAEMON Tools is een computerprogramma voor Microsoft Windows dat een of meerdere virtuele cd/dvd-spelers emuleert. De virtuele stations kunnen worden gevuld met zogenaamde images: bestanden die een kopie bevatten van een cd of dvd, opgeslagen op een harde schijf, die gemaakt kunnen worden met een cd-brandprogramma.

## Toepassingen
Daemon Tools wordt veel gebruikt om back-ups van cd-, (hd-)dvd- of blu-ray-schijfjes te gebruiken om bijvoorbeeld spellen te spelen of om videobestanden te bekijken. In plaats van het verwisselen van schijfjes, waardoor die bekrast en/of beschadigd raken, wordt er een nieuwe image geladen vanaf de harde schijf. Daarnaast wordt het door mobiele (laptop)gebruikers gebruikt om verlost te zijn van grote hoeveelheden cd's en dvd's die normaal nodig zijn en gewoon de harde schijf te gebruiken. Een derde, steeds vaker voorkomende toepassing is het spelen van illegaal gekopieerde spellen. Omdat Daemon Tools moet werken met back-ups, werkt het ook met kopieën van niet legaal aangeschafte spellen.

## Ondersteunde bestandsformaten
Daemon Tools ondersteunt op dit moment onder andere de volgende bestandsformaten:
- FLAC (sinds versie 4.45.1 - Free Lossless Audio Codec)
- APE (geluidsbestanden gecomprimeerd met de software Audio Monkey, Monkey Audio Lossless Audio Compression Format)
- mdx (Media Data eXtended, ook een image)
- mds / mdf (ISO-bestanden van Alcohol 120%)
- b5t / b6t (BlindWrite-images)
- bwt (BlindRead-images)
- ccd (CloneCD-images)
- cdi (DiscJuggler-images)
- bin (vaak samen met .cue-bestanden, hetzelfde als ISO, echter met de extensie .bin)
- cue (Cue sheets)
- iso (Standaard ISO-images)
- mds (Media Descriptor-Files)
- nrg (Nero-images)
- pdi (Instant-cd/dvd-images)
- isz (Compressed ISO-images)

## Ontwikkeling
Daemon Tools is doorontwikkeld uit Generic Safedisc emulator en wordt tegenwoordig ontwikkeld door "Daemons Home". Om gebruikers in staat te stellen hun back-ups te blijven gebruiken wordt het programma constant doorontwikkeld, en blijven de makers kopieerbeveiligingen omzeilen. Zo controleren sommige spellen of de Daemon Tools driver geladen is, waarop Daemon tools reageerde met het willekeurig kiezen van een drivernaam.
Een andere manier om te controleren of Daemon Tools draait is het controleren op SCSI- en IDE-apparaten in één pc. Daarvan zijn een aantal gebruikers van legale software die een SCSI-apparaat in hun pc hebben de dupe. De oplossing ligt voor de hand: SCSI omzetten in IDE (Parallel ATA of Serial ATA).